# 방범대원 용팔이
"방범대원 용팔이"는 한국에서 제작된 박노식 감독의 1976년 영화이다. 박노식 등이 주연으로 출연하였고 강대진 등이 제작에 참여하였다.

## 출연

### 주연
- 박노식
- 황해
- 장혁